# Tenor Sax Favorites, Volume 2
Tenor Sax Favorites, Volume 2 è un album raccolta di Gene Ammons, pubblicato dalla Prestige Records nel 1952.

## Tracce
Lato A
1. Jug – 2:50 (Gene Ammons) – Registrato il 16 gennaio 1951 a New York
2. Sirocco – 2:35 (Jimmy Mundy) – Registrato il 29 giugno 1951 a New York
3. Blue and Sentimental – 3:11 (Count Basie, Mack David, Jerry Livingston) – Registrato il 16 gennaio 1951 a New York
4. Wow – 2:55 (Matthew Gee) – Registrato il 16 gennaio 1951 a New York

Lato B
1. New Blues up and Down – 2:50 (Gene Ammons, Sonny Stitt) – Registrato il 31 gennaio 1951 a New York
2. Ammons Boogie – 3:01 (Bill Massey) – Registrato il 29 giugno 1951 a New York
3. Echo Chamber Blues – 3:15 (Richard Carpenter, Bill Massey) – Registrato il 29 giugno 1951 a New York

## Musicisti
Brani A1, A3 e A4
- Gene Ammons - sassofono tenore
- Sonny Stitt - sassofono tenore, sassofono baritono
- Bill Massey - tromba
- Matthew Gee - trombone
- Junior Mance - pianoforte
- Gene Wright - contrabbasso
- Teddy Stewart - batteria[2]

Brani A2, B2 e B3
- Gene Ammons - sassofono tenore
- Ruddy Williams - sassofono baritono
- Bill Massey - tromba
- Eli Dabney - trombone
- Clarence Anderson - pianoforte
- Earl May - contrabbasso
- Teddy Stewart - batteria[3]

Brano B1
- Gene Ammons - sassofono baritono
- Sonny Stitt - sassofono tenore
- Bill Massey - tromba
- Chippy Outcalt - trombone
- Charlie Bateman - pianoforte
- Gene Wright - contrabbasso
- Art Blakey - batteria[4]